# Le Plessier-Rozainvillers
Le Plessier-Rozainvillers – miejscowość i gmina we Francji, w regionie Hauts-de-France, w departamencie Somma.
Według danych na rok 1990 gminę zamieszkiwały 582 osoby, a gęstość zaludnienia wynosiła 57 osób/km² (wśród 2293 gmin Pikardii Le Plessier-Rozainvillers plasuje się na 476. miejscu pod względem liczby ludności, natomiast pod względem powierzchni na miejscu 438.).